# みじかくも美しく燃え

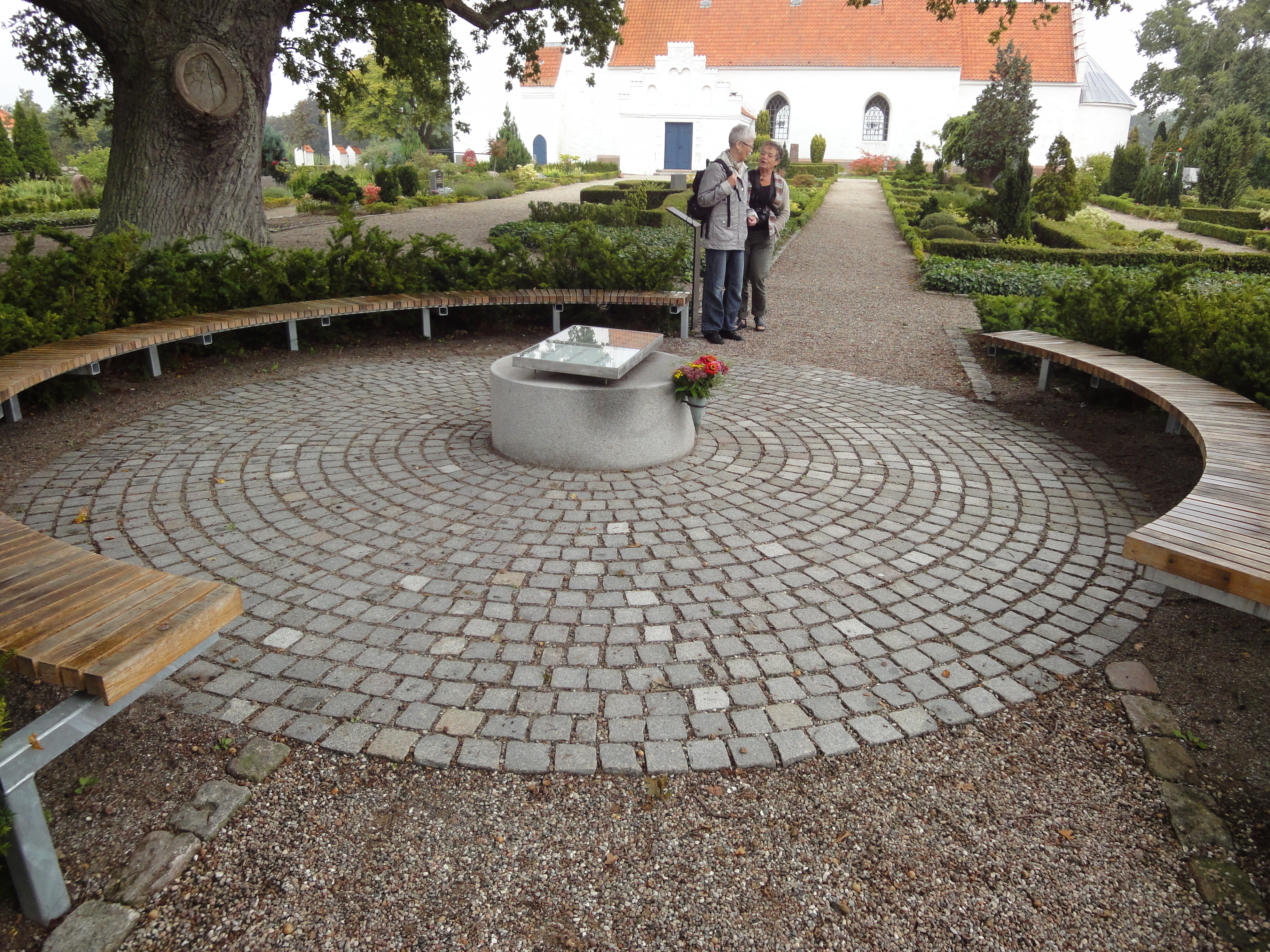
心中したデンマークのトーシンエ島にある2人の墓

『みじかくも美しく燃え』（みじかくもうつくしくもえ、Elvira Madigan）は、1967年のスウェーデンのドラマ映画。

## 概要
1889年に実際に起きたスウェーデンのシクステン・スパーレ中尉（34歳）とサーカスの綱渡り芸人エルヴィラ・マディガン（21歳）の心中事件を、ボー・ヴィーデルベリ監督により映画化。
劇中ではハンガリーの名ピアニストであるゲザ・アンダによるモーツァルトの『ピアノ協奏曲第21番ハ長調 K.467』と、ヴィヴァルディのヴァイオリン協奏曲『四季』が使用されている。
主演のピア・デゲルマルク（当時17歳）は第20回カンヌ国際映画祭で女優賞を受賞。
邦題は作詞家の岩谷時子が命名した。

## ストーリー
1889年のスウェーデン。サーカスの綱渡り芸人として大人気のエルヴィラは、妻子を持つ伯爵のシクステン・スパーレ中尉と熱烈な恋に落ちた。貴族であるシクステンとの交際は道義的にはもとより身分的にも許される時代ではなく、僅かな金を持って隣国デンマークに駆け落ちする二人。それは軍籍にあるシクステンにとって逃亡であり、捕まれば投獄される罪だった。
田舎のホテルに偽名で泊まり、愛の日々を過ごす二人。エルヴィラの両親が追って来たが、発見には至らなかった。しかし、二人の駆け落ちは似顔絵つきで新聞に載り、身元が知れては移動する二人。
シクステンの同僚で親友のクリストファーが見つけた時には、二人は食費に困り、魚釣りや森の木の実で飢えをしのぎながらも、なお上品な宿に泊まる生活を送っていた。困窮していることを見せまいと見栄をはり、逃げる二人をあえて見逃すクリストファー。
貴族であるシクステンには、農民から仕事をもらう生活力が備わっていなかった。逃亡兵である限り、名乗って働くことも出来ない。泊まる宿のランクも下がり、金のためにエルヴィラが足を見せて祭りで歌ったことが耐えられないシクステン。もはやこれまでと覚悟を決めた二人は、季節が秋に移る前にデンマークのトーシンエ島で拳銃による心中を果たした。

## キャスト
※括弧内は日本語吹替（初回放送1972年11月15日『水曜ロードショー』）
- エルヴィラ・マディガン：ピア・デゲルマルク（英語版）（中島葵）
- シクステン・スパーレ：トミー・ベルグレン（英語版）（津嘉山正種）
- クリストファー：レンナント・マルメン